# Граф Холла — Янко
Граф Холла — Янко, также называемый графом Холла — Янко — Уэлса, это 36-регулярный неориентированный граф со 100 вершинами и 1800 рёбрами.
Граф имеет ранг 3 и является сильно регулярным графом с параметрами (100,36,14,12) и наибольшей кокликой размера 10. Это множество параметров не уникально, однако однозначно определено параметрами как графа ранга 3. Граф Холла — Янко первоначально построил Д. Уэлс для установления существования группы Холла — Янко как подгрупп индекса 2 его группы автоморфизмов.
Граф Холла — Янко можно построить из объектов U3(3), простой группы порядка 6048:
- В U3(3) имеется 36 простых максимальных подгрупп порядка 168. Они будут вершинами подграфа, U3(3) графа. 168-Подгруппа имеет 14 максимальных подгрупп порядка 24, изоморфных S4. Две 168-подгруппы считаются смежными, если они пересекаются по 24-подгруппе. Граф U3(3) является строго регулярным графом с параметрами (36,14,4,6)
- Имеется 63 инволюции (элементов порядка 2). 168-Подгруппа содержит 21 инволюцию, которые считаются соседями.
- Вне U3(3) пусть имеется 100-я вершина C, соседями которой являются 36 168-подгрупп. 168-подгруппа тогда имеет 14 общих соседей с C и 1+14+21 соседей всего.
- Инволюция находится в 12 168-подгруппах. Вершина C и инволюция не смежны, но имеют 12 общих соседей.
- Две инволюции считаются смежными, если они генерируют диэдральную подгруппу порядка 8[5]. Инволюция имеет 24 инволюции в качестве соседей.

Характеристический многочлен графа Холла — Янко равен {\displaystyle (x-36)(x-6)^{36}(x+4)^{63}}. Таким образом, граф Холла — Янко является целым графом — его спектр состоит лишь из целых чисел.